# El Crucero (Nicarágua)
El Crucero é um município da Nicarágua, situado no departamento de Manágua. Tem 226 km² de área e sua população em 2020 foi estimada em 15.643 habitantes.